# Krisztián Veréb
Krisztián Veréb (Miskolc, 26 luglio 1977 – 24 ottobre 2020) è stato un canoista ungherese.
Ha perso la vita nell'autunno del 2020, vittima di un incidente stradale.

## Palmarès

### Olimpiadi
- 1 medaglia:
  - 1 bronzo (Sydney 2000 nel K-2 1000 m)

### Mondiali
- 4 medaglie:
  - 2 argenti (Poznań 2001 nel K-2 1000 m; Gainesville 2003 nel K-4 1000 m)
  - 2 bronzi (Szeged 1998 nel K-2 1000 m; Siviglia 2002 nel K-2 1000 m)